# Amitermes floridensis
Amitermes floridensis är en termitart som beskrevs av Scheffrahn, Su och Armin Mangold 1989. Amitermes floridensis ingår i släktet Amitermes och familjen Termitidae. Inga underarter finns listade i Catalogue of Life.